# Melodías porteñas
Melodías porteñas es una película argentina en blanco y negro dirigida por Luis José Moglia Barth según su propio guion escrito en colaboración con Enrique Santos Discépolo sobre el argumento de René Garzón que se estrenó el 17 de noviembre de 1937 y que tuvo como protagonistas a Rosita Contreras, Enrique Santos Discépolo y Amanda Ledesma. Como camarógrafo trabajó el futuro director de cine Leo Fleider.

## Argumento
Un avisador, un pianista y el director artístico de una radio son sospechosos de haber herido y secuestrado a una cantante en una estación de radio en decadencia.

## Comentario
El El Heraldo del Cinematografista dijo en su crónica sobre el filme:

”Presentada en forma deshilvanada …el procedimiento utilizado recuerda los recursos del cine norteamericano, bien aprovechados en la utilización de la cámara”